# Catagramma salamis
Catagramma salamis är en fjärilsart som beskrevs av Felder 1862. Catagramma salamis ingår i släktet Catagramma och familjen praktfjärilar. Inga underarter finns listade i Catalogue of Life.